# Europapokal der Pokalsieger (Handball) 2011/12
Am EHF-Europapokal der Pokalsieger 2011/12 nahmen 35 Handball-Vereinsmannschaften teil, die sich in der vorangegangenen Saison in ihren Heimatländern im Pokalwettbewerb für den Wettbewerb qualifiziert hatten. Es war die 37. Austragung des EHF-Europapokal der Pokalsieger-wettbewerbs. Die Pokalspiele begannen am 8. Oktober 2011, das Rückrundenfinale fand am 25. Mai 2012 statt. Titelverteidiger war der deutsche Verein VfL Gummersbach. Der Titelgewinner in der Saison war der deutsche Verein SG Flensburg-Handewitt.

## Runde 2
Es nahmen sechs Mannschaften, die sich vorher für den Wettbewerb qualifiziert hatten, teil.

Die Auslosung der 2. Runde fand am 26. Juli 2011 um 11:00 Uhr (UTC+2) in Wien statt.

Die Hinspiele fanden am 8./9. Oktober 2011 statt. Die Rückspiele fanden am 15./16. Oktober 2011 statt.

### Qualifizierte Teams
| Topf 1: - KH Besa Famiglia - Ulim-Alexia Chisinau - Zemaitijos Dragunas | Topf 2: - HC Dubrudja - MSK Hlohovec - Motor-ZNTU-Zaporoshye |

### Ausgeloste Spiele und Ergebnisse
| Mannschaft 1                 | Mannschaft 2                          | Hinspiel             | Rückspiel            | Gesamt  |
| ---------------------------- | ------------------------------------- | -------------------- | -------------------- | ------- |
| HC Dubrudja Chernev 7        | Ulim-Alexia Chisinau Juravliov 19     | 09.10. So. 18:00 Uhr | 16.10. So. 17:10 Uhr | 45 : 70 |
| HC Dubrudja Chernev 7        | Ulim-Alexia Chisinau Juravliov 19     | 25 : 32 (11 : 13)    | 20 : 38 (09 : 16)    | 45 : 70 |
| HC Dubrudja Chernev 7        | Ulim-Alexia Chisinau Juravliov 19     | 300 Zuschauer        | 1.000 Zuschauer      | 45 : 70 |
| MSK Hlohovec Mazur 12        | Zemaitijos Dragunas Truchanovicius 15 | 08.10. Sa. 18:00 Uhr | 09.10. So. 18:00 Uhr | 57 : 45 |
| MSK Hlohovec Mazur 12        | Zemaitijos Dragunas Truchanovicius 15 | 30 : 24 (16 : 10)    | 27 : 21 (13 : 11)    | 57 : 45 |
| MSK Hlohovec Mazur 12        | Zemaitijos Dragunas Truchanovicius 15 | 1.000 Zuschauer      | 1.000 Zuschauer      | 57 : 45 |
| KH Besa Famiglia Petkoski 11 | Motor-ZNTU-Zaporoshye Gladyr 11       | 15.10. Sa. 19:00 Uhr | 16.10. So. 17:00 Uhr | 41 : 79 |
| KH Besa Famiglia Petkoski 11 | Motor-ZNTU-Zaporoshye Gladyr 11       | 19 : 35 (07 : 19)    | 22 : 44 (06 : 22)    | 41 : 79 |
| KH Besa Famiglia Petkoski 11 | Motor-ZNTU-Zaporoshye Gladyr 11       | 500 Zuschauer        | 500 Zuschauer        | 41 : 79 |

## Runde 3
Es nahmen die 3 Sieger der 2. Runde und die 29 Mannschaften, die sich vorher für den Wettbewerb qualifiziert hatten, teil.
Die Auslosung der 3. Runde fand am 26. Juli 2011 um 11:00 Uhr (UTC+2) in Wien statt.
Die Hinspiele fanden am 25./26./27. November und 3. Dezember 2011 statt. Die Rückspiele fanden am 27. November und 3./4. Dezember 2011 statt.

### Qualifizierte Teams
| Topf 1: - VfL Gummersbach (Titelverteidiger) - SG Flensburg-Handewitt - Cai Bm. Aragon - Energia L.P. TG Jiu - BSV Bern Muri - HC Pelister 08 Bitola - Aarhus Handbold - Vojvodina Železničar - OIF Arendal - Kaustik Volgograd - Celje Pivovarna Lasko - Lugi HF - Celebi FTC Pler - ZTR Zaporozhye - SL Benfica - Sparkasse Schwaz | Topf 2: - Borac m:tel Banja Luka - Maliye Milli Piyango - RK Porec - Kremer/Hurry up - Pallamano Intini Noci - ESN Vrilissia - HC Kehra - HC Meshkov Brest - HC Lovcen-Cetinje - HCB OKD Karviná - European Univ. Cyprus - United HC Tongeren - HB Esch - Ulim-Alexia Chisinau (Sieger 2. Runde) - MSK Hlohovec (Sieger 2. Runde) - Motor-ZNTU-Zaporoshye (Sieger 2. Runde) |

### Ausgeloste Spiele und Ergebnisse
| Mannschaft 1                       | Mannschaft 2                          | Hinspiel             | Rückspiel            | Gesamt   |
| ---------------------------------- | ------------------------------------- | -------------------- | -------------------- | -------- |
| Ulim-Alexia Chisinau Pervanciuc 17 | Kaustik Volgograd Markelov 12         | 27.11. So. 17:10 Uhr | 03.12. Sa. 16:00 Uhr | 53 : 75  |
| Ulim-Alexia Chisinau Pervanciuc 17 | Kaustik Volgograd Markelov 12         | 24 : 41 (12 : 20)    | 29 : 34 (16 : 17)    | 53 : 75  |
| Ulim-Alexia Chisinau Pervanciuc 17 | Kaustik Volgograd Markelov 12         | 1.300 Zuschauer      | 700 Zuschauer        | 53 : 75  |
| Sparkasse Schwaz Zangerl 10        | RK Porec Vujin 13                     | 26.11. Sa. 18:00 Uhr | 04.12. So. 18:00 Uhr | 46 : 49  |
| Sparkasse Schwaz Zangerl 10        | RK Porec Vujin 13                     | 23 : 24 (15 : 12)    | 23 : 25 (11 : 12)    | 46 : 49  |
| Sparkasse Schwaz Zangerl 10        | RK Porec Vujin 13                     | 1.000 Zuschauer      | 1.200 Zuschauer      | 46 : 49  |
| Cai Bm. Aragon Demetrio Lozano 11  | Borac m:tel Banja Luka Djukic 11      | 26.11. Sa. 21:00 Uhr | 03.12. Sa. 20:00 Uhr | 53 : 52  |
| Cai Bm. Aragon Demetrio Lozano 11  | Borac m:tel Banja Luka Djukic 11      | 31 : 21 (14 : 10)    | 22 : 31 (10 : 14)    | 53 : 52  |
| Cai Bm. Aragon Demetrio Lozano 11  | Borac m:tel Banja Luka Djukic 11      | 2.800 Zuschauer      | 2.000 Zuschauer      | 53 : 52  |
| HC Lovcen-Cetinje Markovic 11      | SL Benfica Tavares 15                 | 26.11. Sa. 18:00 Uhr | 27.11. So. 16:30 Uhr | 35 : 51  |
| HC Lovcen-Cetinje Markovic 11      | SL Benfica Tavares 15                 | 21 : 25 (10 : 09)    | 14 : 26 (10 : 08)    | 35 : 51  |
| HC Lovcen-Cetinje Markovic 11      | SL Benfica Tavares 15                 | 1.000 Zuschauer      | 750 Zuschauer        | 35 : 51  |
| Maliye Milli Piyango Celebi 9      | VfL Gummersbach (TV) Šprem 10         | 25.11. Fr. 20:00 Uhr | 27.11. So. 17:00 Uhr | 48 : 68  |
| Maliye Milli Piyango Celebi 9      | VfL Gummersbach (TV) Šprem 10         | 23 : 41 (10 : 19)    | 25 : 27 (12 : 16)    | 48 : 68  |
| Maliye Milli Piyango Celebi 9      | VfL Gummersbach (TV) Šprem 10         | 800 Zuschauer        | 500 Zuschauer        | 48 : 68  |
| MSK Hlohovec Zatko 15              | Aarhus Handbold Holst 15              | 26.11. Sa. 18:00 Uhr | 27.11. So. 18:00 Uhr | 55 : 65  |
| MSK Hlohovec Zatko 15              | Aarhus Handbold Holst 15              | 34 : 34 (17 : 14)    | 21 : 31 (13 : 19)    | 55 : 65  |
| MSK Hlohovec Zatko 15              | Aarhus Handbold Holst 15              | 1.800 Zuschauer      | 1.200 Zuschauer      | 55 : 65  |
| HC Meshkov Brest Blagonadezhdin 11 | HC Pelister 08 Bitola Nedanovski 9    | 26.11. Sa. 17:00 Uhr | 03.12. Sa. 18:00 Uhr | 53 : 45  |
| HC Meshkov Brest Blagonadezhdin 11 | HC Pelister 08 Bitola Nedanovski 9    | 27 : 20 (13 : 11)    | 26 : 25 (10 : 11)    | 53 : 45  |
| HC Meshkov Brest Blagonadezhdin 11 | HC Pelister 08 Bitola Nedanovski 9    | 3.000 Zuschauer      | 4.000 Zuschauer      | 53 : 45  |
| Celje Pivovarna Lasko Mackovsek 12 | HC Kehra Lepp 7                       | 03.12. Sa. 19:00 Uhr | 04.12. So. 17:00 Uhr | 71 : 41  |
| Celje Pivovarna Lasko Mackovsek 12 | HC Kehra Lepp 7                       | 34 : 18 (17 : 10)    | 37 : 23 (17 : 11)    | 71 : 41  |
| Celje Pivovarna Lasko Mackovsek 12 | HC Kehra Lepp 7                       | 500 Zuschauer        | 400 Zuschauer        | 71 : 41  |
| Pallamano Intini Noci Doldan 11    | Energia L.P. TG Jiu Asoltanei 14      | 27.11. So. 19:00 Uhr | 03.12. Sa. 18:00 Uhr | 54 : 62  |
| Pallamano Intini Noci Doldan 11    | Energia L.P. TG Jiu Asoltanei 14      | 26 : 25 (11 : 14)    | 28 : 37 (11 : 19)    | 54 : 62  |
| Pallamano Intini Noci Doldan 11    | Energia L.P. TG Jiu Asoltanei 14      | 700 Zuschauer        | 800 Zuschauer        | 54 : 62  |
| European Univ. Cyprus Kobakov 8    | Celebi FTC Pler Palos 11              | 27.11. So. 18:00 Uhr | 04.12. So. 18:00 Uhr | 43 : 54  |
| European Univ. Cyprus Kobakov 8    | Celebi FTC Pler Palos 11              | 22 : 24 (10 : 11)    | 21 : 30 (10 : 14)    | 43 : 54  |
| European Univ. Cyprus Kobakov 8    | Celebi FTC Pler Palos 11              | 150 Zuschauer        | 400 Zuschauer        | 43 : 54  |
| BSV Bern Muri Milosevic 14         | Kremer/Hurry up Suelmann 14           | 26.11. Sa. 17:30 Uhr | 03.12. Sa. 20:00 Uhr | 66 : 58  |
| BSV Bern Muri Milosevic 14         | Kremer/Hurry up Suelmann 14           | 38 : 27 (21 : 13)    | 28 : 31 (15 : 13)    | 66 : 58  |
| BSV Bern Muri Milosevic 14         | Kremer/Hurry up Suelmann 14           | 600 Zuschauer        | 800 Zuschauer        | 66 : 58  |
| ESN Vrilissia Bester Torschütze    | Lugi HF Bester Torschütze             | 00.11. --. 00:00 Uhr | 00.12. --. 00:00 Uhr | 0 : 20   |
| ESN Vrilissia Bester Torschütze    | Lugi HF Bester Torschütze             | 0 : 10 (0 : 00)      | 0 : 10 (0 : 00)      | 0 : 20   |
| ESN Vrilissia Bester Torschütze    | Lugi HF Bester Torschütze             | 0 Zuschauer          | 0 Zuschauer          | 0 : 20   |
| HCB OKD Karviná Chudoba 11         | SG Flensburg-Handewitt Eggert 10      | 26.11. Sa. 20:00 Uhr | 03.12. Sa. 17:00 Uhr | 41 : 74  |
| HCB OKD Karviná Chudoba 11         | SG Flensburg-Handewitt Eggert 10      | 23 : 37 (11 : 20)    | 18 : 37 (09 : 19)    | 41 : 74  |
| HCB OKD Karviná Chudoba 11         | SG Flensburg-Handewitt Eggert 10      | 1.400 Zuschauer      | 4.500 Zuschauer      | 41 : 74  |
| United HC Tongeren Tasevski 11     | Vojvodina Železničar Radosavljević 18 | 26.11. Sa. 20:15 Uhr | 03.12. Sa. 18:00 Uhr | 55 : 57  |
| United HC Tongeren Tasevski 11     | Vojvodina Železničar Radosavljević 18 | 31 : 24 (16 : 13)    | 24 : 33 (11 : 16)    | 55 : 57  |
| United HC Tongeren Tasevski 11     | Vojvodina Železničar Radosavljević 18 | 700 Zuschauer        | 1.000 Zuschauer      | 55 : 57  |
| Motor-ZNTU-Zaporoshye Aflitulin 13 | ZTR Zaporozhye Burka 18               | 26.11. Sa. 17:00 Uhr | 03.12. Sa. 17:00 Uhr | 56 : 56* |
| Motor-ZNTU-Zaporoshye Aflitulin 13 | ZTR Zaporozhye Burka 18               | 25 : 25 (14 : 15)    | 31 : 31 (15 : 15)    | 56 : 56* |
| Motor-ZNTU-Zaporoshye Aflitulin 13 | ZTR Zaporozhye Burka 18               | 2.300 Zuschauer      | 3.200 Zuschauer      | 56 : 56* |
| OIF Arendal Paulsen 13             | HB Esch Pulli 14                      | 26.11. Sa. 18:00 Uhr | 27.12. So. 18:00 Uhr | 57 : 45  |
| OIF Arendal Paulsen 13             | HB Esch Pulli 14                      | 22 : 21 (10 : 10)    | 35 : 24 (18 : 10)    | 57 : 45  |
| OIF Arendal Paulsen 13             | HB Esch Pulli 14                      | 400 Zuschauer        | 400 Zuschauer        | 57 : 45  |

* Motor-ZNTU-Zaporoshye qualifizierte sich aufgrund der Auswärtstorregel für die nächste Runde.

## Achtelfinale
Es nahmen die 16 Sieger der 3. Runde teil.
Die Auslosung des Achtelfinales fand am 6. Dezember 2011 um 11:00 Uhr (UTC+2) in Wien statt.
Die Hinspiele fanden am 11./12./18. Februar 2012 statt. Die Rückspiele fanden am 18./19. Februar 2012 statt.

### Qualifizierte Teams
| - VfL Gummersbach (Titelverteidiger) - SG Flensburg-Handewitt - Cai Bm. Aragon - Energia L.P. TG Jiu - BSV Bern Muri - Aarhus Handbold - Vojvodina Železničar - OIF Arendal | - Kaustik Volgograd - Celje Pivovarna Lasko - Lugi HF - Celebi FTC Pler - SL Benfica - RK Porec - HC Meshkov Brest - Motor-ZNTU-Zaporoshye |

### Ausgeloste Spiele und Ergebnisse
| Mannschaft 1                        | Mannschaft 2                          | Hinspiel             | Rückspiel            | Gesamt   |
| ----------------------------------- | ------------------------------------- | -------------------- | -------------------- | -------- |
| Energia L.P. TG Jiu Apolzan 15      | SL Benfica Tavares 20                 | 11.02. Sa. 18:00 Uhr | 18.02. Sa. 17:00 Uhr | 51 : 74  |
| Energia L.P. TG Jiu Apolzan 15      | SL Benfica Tavares 20                 | 27 : 33 (12 : 13)    | 24 : 41 (16 : 20)    | 51 : 74  |
| Energia L.P. TG Jiu Apolzan 15      | SL Benfica Tavares 20                 | 800 Zuschauer        | 800 Zuschauer        | 51 : 74  |
| HC Meshkov Brest Blagonadezhdin 13  | Lugi HF Meijer 11                     | 18.02. Sa. 16:00 Uhr | 19.02. So. 14:30 Uhr | 62 : 43  |
| HC Meshkov Brest Blagonadezhdin 13  | Lugi HF Meijer 11                     | 37 : 19 (19 : 10)    | 25 : 24 (11 : 14)    | 62 : 43  |
| HC Meshkov Brest Blagonadezhdin 13  | Lugi HF Meijer 11                     | 3.200 Zuschauer      | 2.500 Zuschauer      | 62 : 43  |
| VfL Gummersbach (TV) Zrnić 15       | OIF Arendal Hofstol 18                | 11.02. Sa. 19:00 Uhr | 18.02. Sa. 16:00 Uhr | 61 : 47  |
| VfL Gummersbach (TV) Zrnić 15       | OIF Arendal Hofstol 18                | 40 : 27 (19 : 15)    | 21 : 20 (09 : 09)    | 61 : 47  |
| VfL Gummersbach (TV) Zrnić 15       | OIF Arendal Hofstol 18                | 1.050 Zuschauer      | 400 Zuschauer        | 61 : 47  |
| Aarhus Handbold Nielsen 10          | Celje Pivovarna Lasko Žvižej 9        | 11.02. Sa. 16:00 Uhr | 18.02. Sa. 18:00 Uhr | 46 : 49  |
| Aarhus Handbold Nielsen 10          | Celje Pivovarna Lasko Žvižej 9        | 22 : 23 (11 : 09)    | 24 : 26 (11 : 12)    | 46 : 49  |
| Aarhus Handbold Nielsen 10          | Celje Pivovarna Lasko Žvižej 9        | 1.600 Zuschauer      | 1.100 Zuschauer      | 46 : 49  |
| Motor-ZNTU-Zaporoshye Ostroushko 11 | Vojvodina Železničar Vukovic 10       | 18.02. Sa. 18:00 Uhr | 19.02. So. 17:00 Uhr | 65 : 45  |
| Motor-ZNTU-Zaporoshye Ostroushko 11 | Vojvodina Železničar Vukovic 10       | 30 : 26 (16 : 12)    | 35 : 19 (15 : 12)    | 65 : 45  |
| Motor-ZNTU-Zaporoshye Ostroushko 11 | Vojvodina Železničar Vukovic 10       | 2.300 Zuschauer      | 2.100 Zuschauer      | 65 : 45  |
| Cai Bm. Aragon Masachs Gelma 9      | RK Porec Vujić 11                     | 11.02. Sa. 18:30 Uhr | 19.02. So. 18:00 Uhr | 55 : 46  |
| Cai Bm. Aragon Masachs Gelma 9      | RK Porec Vujić 11                     | 28 : 24 (14 : 12)    | 27 : 22 (11 : 08)    | 55 : 46  |
| Cai Bm. Aragon Masachs Gelma 9      | RK Porec Vujić 11                     | 4.000 Zuschauer      | 1.200 Zuschauer      | 55 : 46  |
| BSV Bern Muri Schwander 17          | Kaustik Volgograd Markelov 12         | 11.02. Sa. 17:30 Uhr | 18.02. Sa. 14:00 Uhr | 52 : 52* |
| BSV Bern Muri Schwander 17          | Kaustik Volgograd Markelov 12         | 26 : 25 (15 : 13)    | 26 : 27 (12 : 14)    | 52 : 52* |
| BSV Bern Muri Schwander 17          | Kaustik Volgograd Markelov 12         | 300 Zuschauer        | 1.000 Zuschauer      | 52 : 52* |
| Celebi FTC Pler Kis 8               | SG Flensburg-Handewitt Svan Hansen 18 | 12.02. So. 18:00 Uhr | 18.02. Sa. 19:00 Uhr | 51 : 64  |
| Celebi FTC Pler Kis 8               | SG Flensburg-Handewitt Svan Hansen 18 | 26 : 32 (10 : 17)    | 25 : 32 (06 : 17)    | 51 : 64  |
| Celebi FTC Pler Kis 8               | SG Flensburg-Handewitt Svan Hansen 18 | 900 Zuschauer        | 1.000 Zuschauer      | 51 : 64  |

* BSV Bern Muri qualifizierte sich aufgrund der Auswärtstorregel für die nächste Runde.

## Viertelfinale
Es nahmen die acht Sieger aus dem Achtelfinale teil.
Die Auslosung des Viertelfinales fand am 21. Februar 2011 um 11:00 Uhr (UTC+2) in Wien statt.
Die Hinspiele fanden am 17. März 2012 statt. Die Rückspiele fanden am 24./25. März 2012 statt.

### Qualifizierte Teams
| - VfL Gummersbach (Titelverteidiger) - SG Flensburg-Handewitt - Cai Bm. Aragon - BSV Bern Muri | - Celje Pivovarna Lasko - SL Benfica - HC Meshkov Brest - Motor-ZNTU-Zaporoshye |

### Ausgeloste Spiele und Ergebnisse
| Mannschaft 1                       | Mannschaft 2                     | Hinspiel             | Rückspiel            | Gesamt  |
| ---------------------------------- | -------------------------------- | -------------------- | -------------------- | ------- |
| Motor-ZNTU-Zaporoshye Semikov 18   | SG Flensburg-Handewitt Đorđić 11 | 17.03. Sa. 17:00 Uhr | 24.03. Sa. 19:00 Uhr | 62 : 66 |
| Motor-ZNTU-Zaporoshye Semikov 18   | SG Flensburg-Handewitt Đorđić 11 | 30 : 39 (16 : 20)    | 32 : 27 (16 : 15)    | 62 : 66 |
| Motor-ZNTU-Zaporoshye Semikov 18   | SG Flensburg-Handewitt Đorđić 11 | 3.300 Zuschauer      | 2.500 Zuschauer      | 62 : 66 |
| VfL Gummersbach (TV) Pfahl 13      | BSV Bern Muri Reber 10           | 17.03. Sa. 19:00 Uhr | 25.03. So. 18:30 Uhr | 57 : 50 |
| VfL Gummersbach (TV) Pfahl 13      | BSV Bern Muri Reber 10           | 32 : 23 (17 : 10)    | 25 : 27 (17 : 13)    | 57 : 50 |
| VfL Gummersbach (TV) Pfahl 13      | BSV Bern Muri Reber 10           | 1.500 Zuschauer      | 1.150 Zuschauer      | 57 : 50 |
| HC Meshkov Brest Tatarin 10        | Cai Bm. Aragon Maqueda Pena 11   | 17.03. Sa. 17:00 Uhr | 24.03. Sa. 18:30 Uhr | 49 : 55 |
| HC Meshkov Brest Tatarin 10        | Cai Bm. Aragon Maqueda Pena 11   | 24 : 26 (13 : 13)    | 25 : 29 (10 : 13)    | 49 : 55 |
| HC Meshkov Brest Tatarin 10        | Cai Bm. Aragon Maqueda Pena 11   | 3.700 Zuschauer      | 4.500 Zuschauer      | 49 : 55 |
| Celje Pivovarna Lasko Mačkovšek 14 | SL Benfica Carneiro 13           | 17.03. Sa. 18:00 Uhr | 24.03. Sa. 18:30 Uhr | 59 : 54 |
| Celje Pivovarna Lasko Mačkovšek 14 | SL Benfica Carneiro 13           | 29 : 23 (14 : 12)    | 30 : 31 (16 : 15)    | 59 : 54 |
| Celje Pivovarna Lasko Mačkovšek 14 | SL Benfica Carneiro 13           | 700 Zuschauer        | 550 Zuschauer        | 59 : 54 |

## Halbfinale
Es nahmen die vier Sieger aus dem Viertelfinale teil.
Die Auslosung des Halbfinales fand am 27. März 2012 um 11:00 Uhr (UTC+2) in Wien statt.
Die Hinspiele fanden am 22. April 2012 statt. Die Rückspiele fanden am 28. April 2012 statt.

### Qualifizierte Teams
| - VfL Gummersbach (Titelverteidiger) - SG Flensburg-Handewitt | - Cai Bm. Aragon - Celje Pivovarna Lasko |

### Ausgeloste Spiele und Ergebnisse
| Mannschaft 1                       | Mannschaft 2                      | Hinspiel             | Rückspiel            | Gesamt   |
| ---------------------------------- | --------------------------------- | -------------------- | -------------------- | -------- |
| SG Flensburg-Handewitt Kaufmann 14 | Cai Bm. Aragon Cartón Llorente 18 | 22.04. So. 15:00 Uhr | 28.04. Sa. 18:30 Uhr | 70 : 64  |
| SG Flensburg-Handewitt Kaufmann 14 | Cai Bm. Aragon Cartón Llorente 18 | 39 : 30 (19 : 13)    | 31 : 34 (13 : 16)    | 70 : 64  |
| SG Flensburg-Handewitt Kaufmann 14 | Cai Bm. Aragon Cartón Llorente 18 | 2.300 Zuschauer      | 5.000 Zuschauer      | 70 : 64  |
| Celje Pivovarna Lasko Žvižej 13    | VfL Gummersbach (TV) Zrnić 14     | 22.04. So. 19:00 Uhr | 28.04. Sa. 19:00 Uhr | 59 : 59* |
| Celje Pivovarna Lasko Žvižej 13    | VfL Gummersbach (TV) Zrnić 14     | 34 : 27 (21 : 13)    | 25 : 32 (09 : 16)    | 59 : 59* |
| Celje Pivovarna Lasko Žvižej 13    | VfL Gummersbach (TV) Zrnić 14     | 2.000 Zuschauer      | 1.900 Zuschauer      | 59 : 59* |

* Der VfL Gummersbach qualifizierte sich aufgrund der Auswärtstorregel für die nächste Runde.

## Finale
Es nahmen die zwei Sieger aus dem Halbfinale teil.
Die Auslosung des Finales fand am 2. Mai 2012 um 11:00 Uhr (UTC+2) in Köln statt.
Das Hinspiel fand am 20. Mai 2012 statt. Das Rückspiel fand am 25. Mai 2012 statt.

### Qualifizierte Teams
| - VfL Gummersbach (Titelverteidiger) - SG Flensburg-Handewitt |

### Ausgeloste Spiele und Ergebnisse
| Mannschaft 1                  | Mannschaft 2                     | Hinspiel             | Rückspiel            | Gesamt  |
| ----------------------------- | -------------------------------- | -------------------- | -------------------- | ------- |
| VfL Gummersbach (TV) Pfahl 15 | SG Flensburg-Handewitt Eggert 17 | 20.05. So. 19:00 Uhr | 25.05. Fr. 18:45 Uhr | 61 : 66 |
| VfL Gummersbach (TV) Pfahl 15 | SG Flensburg-Handewitt Eggert 17 | 33 : 34 (17 : 16)    | 28 : 32 (11 : 16)    | 61 : 66 |
| VfL Gummersbach (TV) Pfahl 15 | SG Flensburg-Handewitt Eggert 17 | 2.100 Zuschauer      | 5.700 Zuschauer      | 61 : 66 |

### Hinspiel
VfL Gummersbach – SG Flensburg-Handewitt  33 : 34 (17 : 16)
20. Mai 2012 in Gummersbach, Eugen-Haas-Halle, 2.100 Zuschauer.
VfL Gummersbach: Somić, Rezar – Pfahl (9), Mahé (6), Wiencek  (4), Zrnić  (4), Anic (3), Schindler (3), Lützelberger  (2), Putics (2), Eisenkrätzer, Gaubatz, Krause  , Šprem
SG Flensburg-Handewitt: Andersson, Rasmussen – Eggert  (10), Mogensen  (7), Svan (6), Đorđić (4), Knudsen  (3), Kaufmann (2), Mocsai  (2), Heinl, Karlsson  , Szilágyi
Schiedsrichter:  Slave Nikolov und Gjorgji Načevski
Quelle: Spielbericht

### Rückspiel
SG Flensburg-Handewitt – VfL Gummersbach  32 : 28 (16 : 11)
25. Mai 2012 in Flensburg, Campushalle, 5.700 Zuschauer.
SG Flensburg-Handewitt: Andersson, Rasmussen – Đorđić (8), Eggert (7), Svan (5), Mogensen   (3), Szilágyi (3), Heinl  (2), Kaufmann (2), Knudsen  (2), Dibbert, Karlsson, Mocsai  
VfL Gummersbach: Somić, Rezar – Mahé  (9), Pfahl (6), Zrnić (5), Krause  (3), Putics (2), Anic  (1), Šprem (1), Wiencek   (1), Eisenkrätzer, Gaubatz, Lützelberger  , Schindler
Schiedsrichter:  Oscar Raluy Lopez und Angel Sabroso Ramirez
Quelle: Spielbericht